# Ле-Барон
Ле-Баро́н, полное наименование Колония-ле-Баро́н (исп. Colonia le Barón) — посёлок в Мексике, штат Чиуауа, входит в состав муниципалитета Галеана. Численность населения, по данным переписи 2010 года, составила 2104 человека.

## История
Поселение было основано в 1924 году группой мормонов во главе с Альма Дайером ЛеБароном.
2 мая 2009 года из посёлка был похищен 17-летний потомок основателя — Эрик ЛеБарон. За него был потребован выкуп в размере 1 000 000 долларов, но семья и сообщество отказались платить выкуп и призвали отпустить молодого человека. 10 мая Эрик был освобождён без каких либо условий, но сообщество мормонов потребовало найти и наказать преступников. 6 июля 2009 года были похищены и убиты Бенджамин ЛеБарон, брат Эрика, и Луис Уидмар Стаббс — активные пропагандисты за борьбу с преступностью в Мексике.